# Advaita Vedanta
L'Advaita Vedanta (IAST, Advaita Vedānta; sànscrit: अद्वैत वेदान्त, literalment, no-dos) és una escola de filosofia hindú i de pràctica religiosa no dualista fonamentada amb les Upanishads essent la branca secundària més antiga del Vedanta.
És una de les vies clàssiques hindús per a la realització espiritual. Les dues branques principals són el Kevala-advaita (no dualisme radical) ensenyat per n'Adi Xankara i el Vishista-advaita (no dualisme amb distincions) ensenyat per en Ramanuja. El terme Advaita fa referència a la idea que l'ànima (el veritable jo, l'Atman) és el mateix que la realitat metafísica més alta (el Brahman). Els seguidors d'aquesta escola són coneguts com a Advaita Vedantins, o simplement Advaitins. Busquen l'alliberament espiritual a través de l'adquisició de vidyā (coneixement) de la pròpia identitat (Atman), i la identificació de l'Atman i amb Brahman. L'Advaita Vedanta és una de les escoles més estudiades i influents del pensament clàssic indi.
L'Advaita Vedanta remonta les seves arrels als Upanixads més antics. I es basa en tres fonts anomenades Prasthanatrayi. Ofereix una interpretació unificadora de tot el cos d'Upanixads, els Brahma Sutras i el Bhagavad Gita. L'Advaita Vedanta és la branca secundària més antiga del Vedanta, que és una de les sis filosofies hindús ortodoxes (dàrxana āstika). Encara que les seves arrels es remunten al primer mil·lenni abans de Crist, segons la tradició l'exponent més destacat de l'Advaita Vedanta és l'erudit del segle viii Adi Xankara.
Propugna la idea que el mokxa (llibertat, alliberament) és assolible en aquesta vida en contrast amb les filosofies índies que emfatitzen el Videhamukti o el mokxa després de la mort. L'escola utilitza conceptes com Brahman, Atman, maya, avidya, meditació i altres que es troben en les principals tradicions religioses índies, però amb una interpretació pròpia per tal d'elaborar les seves teories sobre el mokxa. Molts estudiosos el descriuen com una forma de monisme i d'altres el descriuen com a no dualista.
Va influir i va estar influenciat per diverses tradicions i textos de filosofies hindús com el Samkhya, el Ioga, el Nyaya, altres escoles secundàries del Vedanta, el Vaishnavism, el Shaivism, els Puranas, els Agamas, així com moviments socials com ara el Bhakti. Més enllà de l'hinduisme, l'Advaita Vedanta va interactuar i es va desenvolupar amb les altres tradicions de l'Índia com el jainisme i el budisme.

## Etimologia i nomenclatura
L'escola Advaita Vedanta ha estat anomenada històricament amb diversos noms, com ara Advaita-vada, Abheda-darshana, Dvaita-vada-pratisedha (negació de les distincions duals), i Kevala-Dvaita. Segons el professor d'estudis budistes i asiàtics Richard King el terme Advaita és mencionat per primera vegada en un context vedantic de forma clara a la prosa del Mandukya Upanishad. En canvi, segons el professor de filosofia especialitzada en estudis sànscrits i vèdics Frits Staal la paraula Advaita és de l'època védica inventada pel savi Yajnavalkya (segle VIII o VII aC).

## Filosofia
L'Advaita Vedanta és una corrent del Vedanta, l'últim de les sis escoles clàssiques hindús (dàrxana). Com gairebé totes aquestes filosofies, té un cos integrat d'interpretacions textuals i pràctiques religioses pels quatre objectius principals de la vida segons l'hinduisme: la virtut (dharma), la prosperitat material (artha), el desig (kama) i el quart i últim objectiu és el mokxa, la llibertat o alliberament espiritual dels cicles de renaixement (samsara). Tradicionalment l'Advaita Vedanta se centra en l'estudi dels sruti, especialment els Upanishads principals, juntament amb els Brahma Sutras i el Bhagavad Gita.
Dins de la tradició vedanta de l'hinduisme hi ha moltes escoles secundàries, de les quals l'Advaita n'és una. A diferència del budisme, però com el jainisme, totes les escoles de Vedanta consideren que l'existència d'Atman (ànima) és evident. La tradició Vedanta també col·loca el concepte de Brahman com la realitat metafísica eterna i inamovible. Les escoles secundàries de Vedanta divergeixen amb la relació entre Atman i Brahman. L'Advaita darsana els considera idèntics. L'Advaita Vedanta creu que el coneixement del veritable jo o Atman és alliberador. Juntament amb l'autoconeixement, ensenya que el mokxa es pot aconseguir mitjançant la veritable comprensió de la pròpia identitat com a Ātman, l'observador desapassionat i inamovible.
El procés d'adquisició d'aquest coneixement implica adonar-se que el veritable ésser, l'Atman, és essencialment el mateix que Brahman. Això s'aconsegueix a través del que Xankara anomena anubhava, intuïció immediata. Xankara sosté que aquesta consciència directa és lliure de construccions i no plena de construccions. Per tant, l'autoconeixement no és vist com una consciència de Brahman, sinó una consciència que s'és Brahman, ja que es transcendeix qualsevol forma de dualitat en aquest estat de consciència.
El coneixement correcte, que destrueix avidia, els errors psicològics i perceptuals relacionats amb Atman i Brahman, s'obté a través de tres etapes de pràctica, sravana (audiència), manana (pensament) i nididhasa (meditació).
La tradició vedanta de l'hinduisme rebutja el dualisme del Samkhya. L'escola Samkhya del pensament hindú proposa dues realitats metafísiques, el Purusha (esperit) i la Prakriti (matèria primordial inert). Afirma que el Purusha és la causa eficient de tota existència mentre que la Prakriti és la seva causa material. En canvi l'Advaita, com totes les escoles del Vedanta, afirma que Brahman és, alhora, la causa eficient i material, "a partir del qual procedeix l'origen, la subsistència i la dissolució d'aquest univers". El que va crear tota l'existència també està present i reflectit en tots els éssers i en la matèria inert, el principi creatiu va ser i està a tot arreu, sempre. Aquest brahman que postula és sat-cit-ananda (veritat, consciència i felicitat).
L'Advaita estableix els seus fonaments dels principals Upanishads principals (sruti), Brahma Sutras, Bhagavad Gita i molts altres textos hindús. La raó s'utilitza per a donar suport a la revelació, el sruti (l'última font de la veritat). La raó aclareix la veritat i elimina les objeccions, però l'Advaita creu que la lògica pura no pot portar cap a veritats filosòfiques, només ho fan cap a experiències i idees meditatives. El Sruti, creu que és una col·lecció d'experiències i reflexions meditatives sobre el coneixement alliberador. La literatura Advaita també proporciona una crítica als sistemes oposats, inclosa l'escola dualista de l'hinduisme, així com les filosofies no hindús com el budisme.